# 露絲拉娜·寇舒諾娃
露絲拉娜·寇舒諾娃（俄语：Руслана Коршунова，1987年7月2日—2008年6月28日），生于苏联时期阿拉木图市，已故俄罗斯裔超級名模。
天然栗色柔顺長髮是她的魅力標記，人们亲切暱稱她為「俄羅斯辮子靓丽姑娘」（Russian Rapunzel），也被譽為「當代時尚界的靈感女神」。
2008年6月28日，正红极一时的她突然从纽约市中心的自家住處9楼阳台离奇坠落当场身亡，终年20歲。她的离奇早逝令整个模特行业为之震惊哀恸，而且导致模特行业很多行内血色黑暗真相内幕层层曝光得满城风雨，剧烈引发了许多人关于当今模特行业的争议和批判。

## 生平
露絲拉娜出生於蘇聯時代，哈薩克蘇維埃社會主義共和國（即今哈薩克共和國），阿拉木圖市，能說流利的俄語、英語與德語。
2003年，All Asia雜誌報道一個阿拉木圖的德語社團時，露絲拉娜的照片被刊登出來，Models 1 模特兒經紀公司的黛比·瓊斯（Debbie Jones）在飛機上隨手翻閱到該雜誌並注意到她，幾經努力找到這位她所說「美如神話故事人物」的女孩，簽下當時年僅 15 歲的露絲拉娜成為模特兒。
露絲拉娜曾在 IMG Models、Beatrice Model、Traffic Models、Marilyn Models、與 iCasting Moscow 等模特兒經紀公司旗下。
2005年，露絲拉娜漸露頭角，曾躍上《ELLE（法國）》雜誌、《VOGUE（波蘭）》雜誌與《VOGUE（俄羅斯）》等雜誌的封面，也陸續為 Blugirl、Clarins、Ghost、Girbaud、Kenzo Accessories、Marithé & François、Max Studio、Moschino、Old England、Pantene Always Smooth、Paul Smith與Vera Wang lingerie的平面模特兒，以及為DKNY、Vera Wang（王薇薇）、Marc Jacobs、Nina Ricci等知名時尚品牌時裝表演走台步或拍廣告。
2008年6月28日，美東時間下午02:30分左右，露絲拉娜被發現從美國紐約曼哈頓金融區水街（英語：Water Stree）住所大樓墜樓身亡，死亡现场血溅满地脑浆满散，惨不忍睹，得年20歲，警方判斷她是從9樓住處陽台墜下，並表示因其住處室內沒有任何掙扎或打鬥的跡象，警方判斷為自殺。但她的至亲好友们均一致坚称她不可能自杀。
2008年7月7日，露絲拉娜遺體葬於莫斯科，露絲拉娜的母親向俄羅斯當地報紙《共青團真理報》表示，俄國首都是她女兒喜愛的城市之一，相信露絲拉娜會希望莫斯科是她最後安身之所。
她的死被普遍公认为是“模特行业黑幕的冰山一角”，震惊了整个模特行业，生前经纪公司在官网上发布巨大篇幅悼念这位当红超模的猝死。随后许多内行人士逐渐揭露模特圈的许多黑幕，尤其是黑帮控制、官商勾结、权色交易泛滥、模特吸毒普遍、抑郁症常见、模特精神压力不堪等，说法诸多，争议甚广。

## 外部連結
- 露絲拉娜·寇舒諾娃於模特兒目錄（Fashion Model Directory）的相關資料